# خانه سبزواری‌زاده
خانهٔ سبزواری‌زاده؛ نام خانه‌ای تاریخی مربوط به دورهٔ پهلوی است و در شهرستان مشهد، شهر مشهد، چهارراه شهدا، خیابان شیرازی۱۱، انتهای کوچه واقع شده و این اثر در تاریخ ۲۵ مرداد ۱۳۸۴ با شمارهٔ ثبت ۱۳۳۶۹ به‌عنوان یکی از آثار ملی ایران به ثبت رسیده‌است.